# 雷爾 (密蘇里州)
雷爾（英語：Rail）是位於美國密蘇里州賴特縣的鬼鎮。

## 歷史
雷爾的郵局於1888年設立，其後於1906年停運。

## 地理
雷爾所處的海拔為高於海平面384米（即1260英呎），而該地所採用的時區為UTC-6，即北美中部時區（CST）。同時該地設有夏令時間，為UTC-6調快一小時，即UTC-5（CDT）。